# Apel·lació al ridícul
En lògica, l'apel·lació al ridícul és una fal·làcia en la qual es presenten els arguments de l'oponent de manera tal que semblen ridículs o irrisoris. És un tipus de fal·làcia per a apel·lar a les emocions, i amb freqüència és una extensió d'un intent per crear una fal·làcia de l'home de palla.
En aquesta fal·làcia es ridiculitza l'argument. No confondre amb la fal·làcia d'argument ad hominem en la qual s'ataca a la persona per esfondrar el seu argument. Tampoc confondre amb reductio ad absurdum (reducció a l'absurd) o prova per contradicció que correctament construïda no és una fal·làcia sinó un argument lògic que a més s'utilitza en matemàtiques. Reducció a l'absurd significa trobar una excepció d'alguna premissa que de manera consensuada o provada la faça falsa o absurda.

## Exemples
Primer exemple
— Si la teoria de l'evolució fóra certa, seria com dir que el teu avi era un goril·la!
Segon exemple
— Haurien d'apujar el preu de les bales.

— Clar, a l'anar-te'n de caça, t'imagines demanar un crèdit per a poder comprar-les?
Tercer exemple
— No vages a la revetla.

— Per què no?

— Perquè hi ha xics que s'aprofiten.

— D'acord, llavors tampoc aniré a la universitat, ja que allí també hi ha xics que s'aprofiten.
Quart exemple
— Totes les creences tenen igual validesa.

— Jo crec que totes no tenen validesa, i com tu dius que totes tenen validesa i la meua és una creença, aquesta també ha de ser vàlida, pel que et contradius.